# Região sacrococcigiana
Em anatomia, chama-se região sacrococcigiana (português europeu) ou sacrococcígea (português brasileiro) à porção terminal (posterior, nos animais quadrúpedes, ou inferior nos bípedes) da coluna vertebral.
No homem, é constituída por dois ossos:
- o sacro que é resultado da soldadura de cinco vértebras grandes, que articula com a última vértebra da região lombar e também serve de articulação para o ilíaco; e
- o cóccix é formado pela soldadura das últimas quatro vértebras.

Nos vertebrados com cauda (com exceção das aves, que têm a anatomia desta região semelhante aos bípedes), esta é formada pela maior parte das vértebras desta região